# Leuchtturm (Patras)

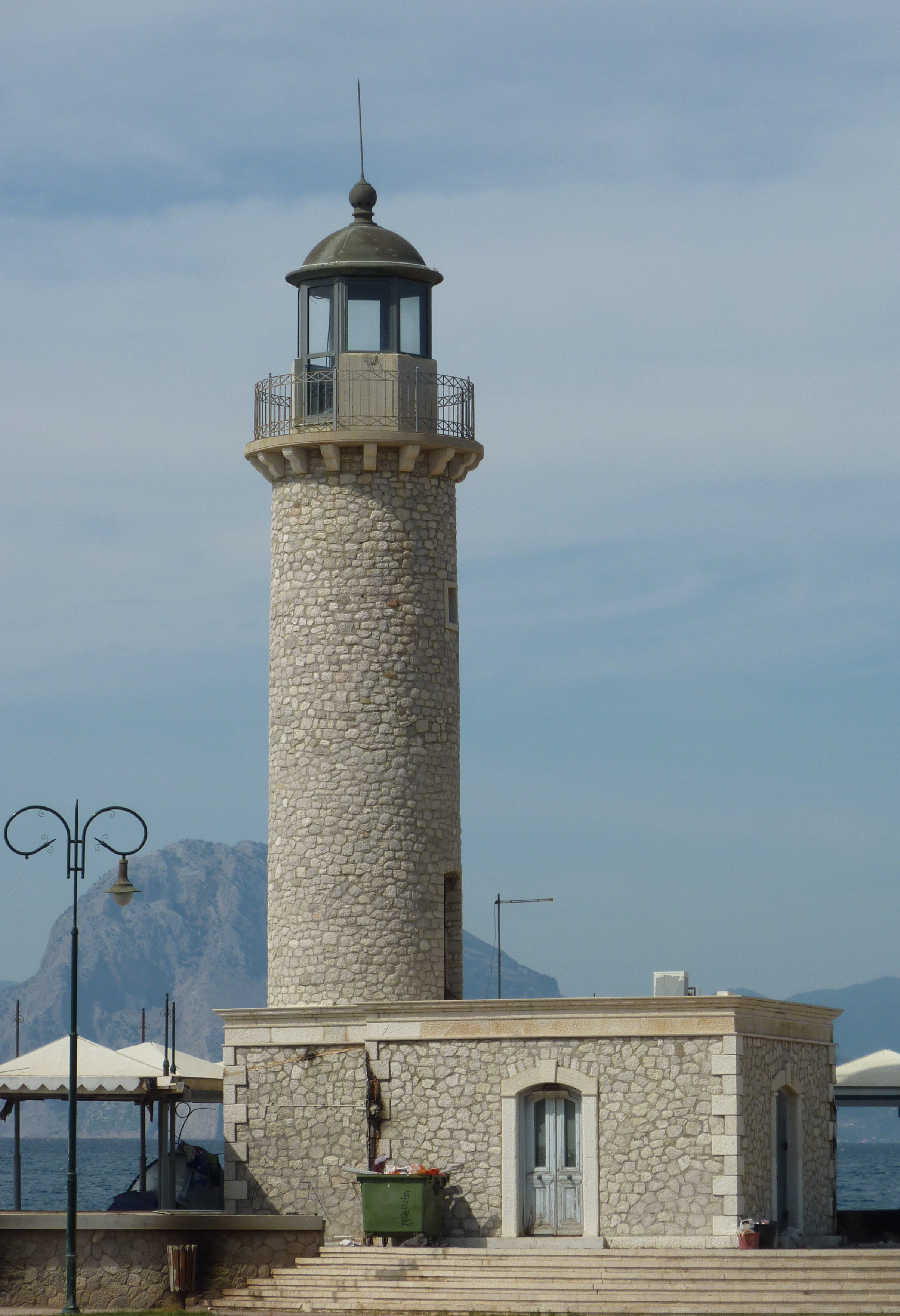
Leuchtturm von Patras

Der Leuchtturm von Patras ist ein Wahrzeichen der Stadt.

## Geschichte
Einen ersten, aus Holz gebauten Leuchtturm gab es in Patras am Hagios-Nikolaos-Pier seit 1858. Dieses Bauwerk fiel allerdings 1865 einem Unwetter zum Opfer. 1878 wurde es durch einen steinernen Leuchtturm ohne Plattform ersetzt, der 1972 in der Amtszeit des Bürgermeisters Golphinopoulos abgerissen wurde. 1999 wurde der etwa 13 Meter hohe
zylindrische Turm mit Laterne und Galerie als Wahrzeichen und Touristenattraktion westlich des Hafens aus den Originalsteinen wieder aufgebaut. In unmittelbarer Nähe befinden sich Park- und Spielplätze, eine Grünanlage mit Uferpromenade und verschiedene Einkehrmöglichkeiten sowie die neobyzantinische Kirche Agios Andreas. Der Leuchtturm ist nicht mehr in Betrieb, kann aber illuminiert werden.